# المريخيون (علماء)
" المريخيون " (بالمجرية: "A marslakók")‏ مصطلح يشير لمجموعة من العلماء المجريين البارزين (معظمهم من علماء الفيزياء والرياضيات) من أصل يهودي هاجروا من أوروبا إلى الولايات المتحدة في النصف الأول من القرن العشرين.
استخدم ليو زيلارد هذا المصطلح لأول مرة في رده على سؤال لماذا لا يوجد دليل على وجود حياة ذكية خارج الأرض رغم احتمالية وجودها الكبيرة، عندما قال: "إنهم موجودون هنا بيننا بالفعل". – فقط هم يسمون أنفسهم مجريين" في إشارة ساخرة الى أن المجر جبهة القادمين من المريخ. أورد جيورجي ماركس هذه المعلومة في كتابه "صوت المريخيون" (The Voice of the Martians) .

## المقصودون بهذا الوصف
الأفراد المعتبرون كأعضاء في مجموعة المريخيين هم:
- بول إيردوش
- بول هالموس
- ثيودور فون كارمان
- جون جورج كيميني
- جون فون نيومان
- جورج بوليا
- ليو زيلارد
- إدوارد تيلر
- يوجين ويغنر[3][4][5]
- فرانز الكسندر
- Peter Carl Goldmark
- جون هارساني
- بيتر لاكس
- جورج أولاه
- إيجون أوروان
- جون تشارلس بولانيي
- فالنتين تلجدي
- Cornelius Lanczos[5]

## أصل الاسم

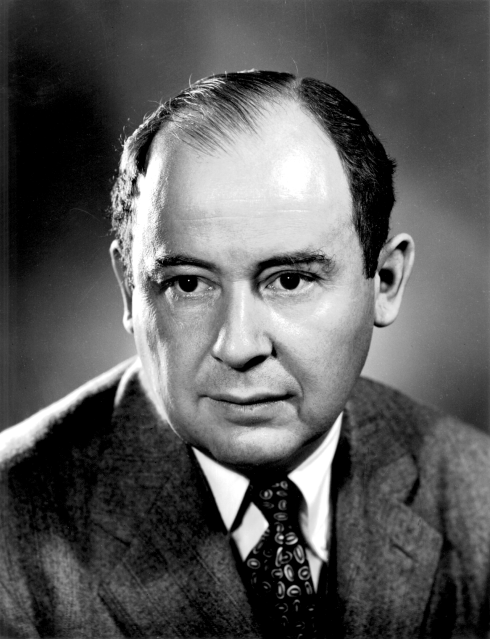
جون فون نيومان في لوس ألاموس

القصة الأصلية من كتاب جيورجي ماركس صوت المريخيين:
عندما طُرِحَ السؤال على إدوارد تيلر – الذي كان فخورًا بشكل خاص باختصاره ET (اختصار لكلمة خارج كوكب الأرض "extraterrestrial") – بدا عليه القلق، وقال: "لا بد أن فون كارمان تكلم".
طبقا لجيورجي ماركس، ثَبُتَ أصل العلماء المجريين الخارجي لأنه لا يمكن العثور على أسماء ليو زيلارد وجون فون نيومان وثيودور فون كارمان على خريطة بودابست، ولكن تجد أسماءهم على حفر فوق سطح القمر:  زيلارد، فون نيومان، فون كارمان، وحفرة على المريخ باسم فون كارمان.

## للاستزادة
- György Marx (2000). A marslakók érkezése (Arrival of the Martians). Hungary: Akadémiai Kiadó. ص. 456. ISBN:963-05-7723-2.
- Hargittai، István (2006). The Martians of Science: Five Physicists Who Changed the Twentieth Century. New York: دار نشر جامعة أكسفورد. ص. 376. ISBN:978-0-19-517845-6.
- Marton، Kati (2006). The Great Escape: Nine Jews Who Fled Hitler and Changed the World. United States: Simon & Schuster. ص. 272. ISBN:978-0-74-326115-9.